# Шели (град)
Вижте пояснителната страница за други значения на Шели.
Шели (на английски: Shelley) е град в окръг Бингам, щата Айдахо, САЩ. Шели е с население от 3813 жители (2000) и обща площ от 3,4 km². Намира се на 1412 m надморска височина. ЗИП кодът му е 83274, а телефонният му код е 208.